# Ianka Mawr
Ianka Mawr (en biélorusse : Я́нка Маўр ; en russe : Я́нка Мавр, Ianka Mavr), de son vrai nom Ivan Mikhaïlavitch Fiodaraw (en biélorusse : Іва́н Міха́йлавіч Фёдараў), est un écrivain biélorusse né le 11 mars 1883 et mort le 3 août 1971.
Son fils, Fédor Fédorov (en), est un célèbre physicien biélorusse et soviétique.
Ianka Mawr est né à Libava (aujourd'hui Liepāja en Lettonie) et a grandi dans le village biélorusse de Lebenichkiaï (aujourd'hui situé en Lituanie), non loin de la ville de Biržai. Admis à l'École normale en 1899, il en est exclu à cause de ses opinions révolutionnaires. Il passe toutefois en candidat libre — et réussit — tous les examens en 1903 et devient professeur de lycée. En 1906, Ianka Mawr prend part à des réunions clandestines d'enseignants biélorusses organisées par l'écrivain Iakoub Kolas. À la suite de l'une de ces réunions, il est interdit d'enseigner et ne retrouve un poste qu'en 1911, comme professeur d'histoire et de géographie dans une école privée de Minsk.

## Son œuvre
Ianka Mawr est l'auteur d'une œuvre littéraire protéiforme: romans, nouvelles, théâtre, livres pour enfants... Il est aussi considéré comme un pionnier de la littérature de science fiction en langue biélorusse.
Certains de ses livres ont été traduits dans plusieurs langues d'Union soviétique - arménien, lituanien, russe, tadjik et ukrainien - ainsi qu'en allemand, en polonais, en roumain et en tchèque.

### Traducteur
Également traducteur, Ianka Mawr a traduit en biélorusse des auteurs français (Jules Verne, Victor Hugo), russes (Anton Tchékov, Victor Chklovski), anglais et américains (Mark Twain, Rudyard Kipling) et danois (Hans Christian Andersen).

### Romans
- Les robinsons de Palesje (Палескія рабінзоны), 1930
- Un homme avance (Чалавек ідзе), 1927